# 平凉隍庙
平凉隍庙，位于中国甘肃省平凉市崆峒区，为一个省级文物保护单位，类型为古建筑。
平凉隍庙的历史年代为明代。